# فيليب فور (دبلوماسي)
فيليب فور (بالفرنسية: Philippe Faure)‏ (و. 1950  م) هو دبلوماسي، من فرنسا، ولد في تولوز.

## مناصب
تولى منصب سفير فرنسا لدى اليابان، وسفير فرنسا لدى المغرب، وسفير فرنسا لدى المكسيك.

## التعليم
تعلم في معهد الدراسات السياسية بباريس، والمدرسة الوطنية للإدارة.

## جوائز
حصل على جوائز منها:
- نيشان العقاب الأزتكي
- نيشان الوسام العلوي
- الوشاح الأكبر لوسام الشمس المشرقة
- صليب القائد لنيشان استحقاق جمهورية ألمانيا الاتحادية
- نيشان الاستحقاق الوطني من رتبة ضابط
- قادة ترتيب إيزابيلا الكاثوليكية
- وسام جوقة الشرف من رتبة قائد.